# Brunstatt-Didenheim
Brunstatt-Didenheim is een gemeente in het arrondissement Mulhouse in het Franse departement Haut-Rhin in de regio Grand Est. De gemeente telde op 1 januari 2022 8.176 inwoners.

## Geschiedenis
Brunstatt-Didenheim is een fusiegemeente die op 1 januari 2016 ontstond uit Brunstatt en Didenheim.

## Geografie
De oppervlakte van Brunstatt-Didenheim bedraagt 14,1 vierkante kilometer; Op 1 januari 2022 was de bevolkingsdichtheid 579,9 inwoners per km². De gemeente grenst aan de buurgemeenten Bruebach, Eschentzwiller, Flaxlanden, Hochstatt, Morschwiller-le-Bas, Mulhouse, Riedisheim, Rixheim, Zillisheim en Zimmersheim.
Het gemeentehuis van Brunstatt-Didenheim staat in Brunstatt.

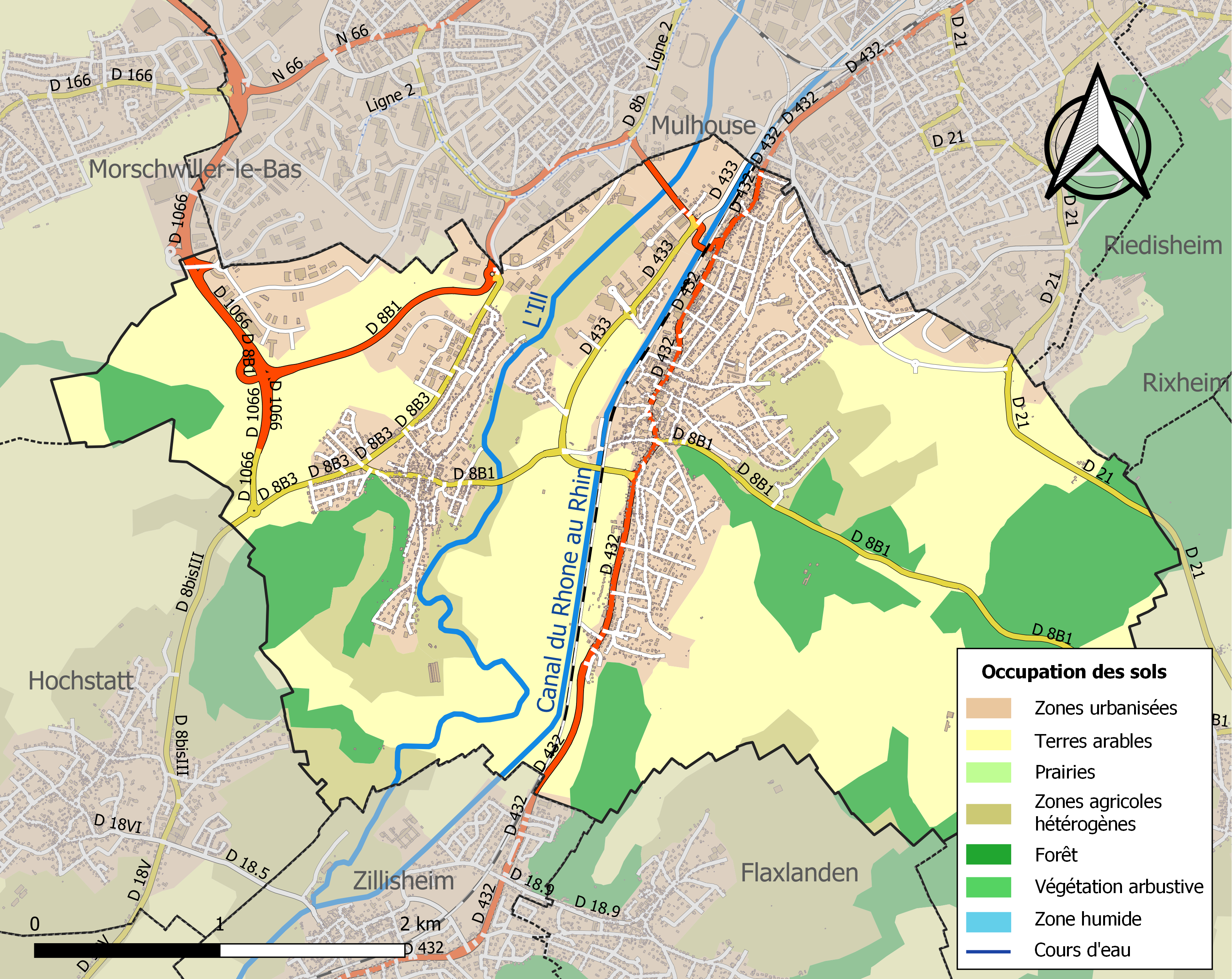
Kaart van de gemeente met de belangrijkste infrastructuur, bodemgebruik en omliggende gemeenten